# Tindra Sjöberg
Tindra Linnéa Sjöberg (ur. 3 lutego 2000) – szwedzka zapaśniczka walcząca w stylu wolnym. Zajęła czternaste miejsce na mistrzostwach świata w 2024. 
Dziewiąta na mistrzostwach Europy w 2021 i 2023. Trzecia na MŚ U-23 w 2023, a także na ME U-23 w 2023. Mistrzyni Europy juniorów w 2019 roku.